# Sphagnum nitidulum
Sphagnum nitidulum är en bladmossart som beskrevs av Warnstorf 1911. Sphagnum nitidulum ingår i släktet vitmossor, och familjen Sphagnaceae. Inga underarter finns listade i Catalogue of Life.